# Football South Australia
La Football South Australia (FSA), nota precedentemente come Football Federation of South Australia (FFSA), è la federazione che riunisce le società sportive di calcio dell'Australia Meridionale, uno degli Stati dell'Australia.
La FSA è affiliata alla Federazione calcistica dell'Australia, la FFA.

## Storia
La FSA organizza i campionati di lega maggiori dell'Australia Meridionale, la National Premier Leagues South Australia, il primo livello, la South Australian State League 1, secondo livello e la South Australian State League 2, il terzo livello e altri campionati.
La FFSA organizzava i campionati di lega maggiori dell'Australia Meridionale, la South Australian Super League, il primo livello fino al 2012, la South Australian State League, il secondo livello e i campionati scolti come la South Australian Premier League.

## Centro di formazione Nazionale
I programmi del Football SA National Training Centre (NTC) "hanno lo scopo di offrire ai ragazzi e alle ragazze talentuosi l'opportunità di sviluppare le proprie capacità e abilità attraverso un approccio all'allenamento legato al gioco". Le squadre FSA NTC hanno un elevato turnover a causa della loro natura di squadra di allenamento per i giocatori, ma la squadra femminile ha raggiunto la sua prima grande finale nel 2023, dopo aver battuto gli Adelaide Comets. Attualmente militano nella seconda divisione del campionato femminile dell'Australia meridionale.